# Seznam dílů seriálu Hráči
Toto je seznam dílů seriálu Hráči. Americký dramatický televizní seriál Hráči měl premiéru na stanici HBO.

## Přehled řad
| Řada | Díly | Premiéra v USA    | Premiéra v USA | Premiéra v ČR     | Premiéra v ČR   |
| Řada | Díly | První díl         | Poslední díl   | První díl         | Poslední díl    |
| ---- | ---- | ----------------- | -------------- | ----------------- | --------------- |
| 1    | 10   | 21. června 2015   | 23. srpna 2015 | 22. června 2015   | 24. června 2015 |
| 2    | 10   | 17. července 2016 | 25. září 2016  | 18. července 2016 | 26. září 2016   |
| 3    | 10   | 23. července 2017 | 24. září 2017  | 24. července 2017 | 25. září 2017   |
| 4    | 9    | 12. srpna 2018    | 7. října 2018  | 13. srpna 2018    | 8. října 2018   |
| 5    | 8    | 25. srpna 2019    | 13. října 2019 | 26. srpna 2019    | 14. října 2019  |

## Seznam dílů

### První řada (2015)
| Č. v seriálu | Č. v řadě | Původní název            | Český název       | Režie              | Scénář                         | Premiéra v USA    | Premiéra v ČR     |
| ------------ | --------- | ------------------------ | ----------------- | ------------------ | ------------------------------ | ----------------- | ----------------- |
| 1            | 1         | Pilot                    | —                 | Peter Berg         | Stephen Levinson               | 21. června 2015   | 22. června 2015   |
| 2            | 2         | Raise Up                 | Vzhůru!           | Julian Farin       | Evan Reilly                    | 28. června 2015   | 29. června 2015   |
| 3            | 3         | Move the Chains          | Tah na branku     | Julian Farino      | Evan Reilly                    | 5. července 2015  | 6. července 2015  |
| 4            | 4         | Heads Will Roll          | Budou padat hlavy | Julian Farino      | Rob Weiss                      | 12. července 2015 | 13. července 2015 |
| 5            | 5         | Machete Charge           | Mačetový útok     | Seith Mann         | Steve Sharlet                  | 19. července 2015 | 20. července 2015 |
| 6            | 6         | Everything Is Everything | Je to, jak to je  | John Fortenberry   | Evan Reilly                    | 26. července 2015 | 27. července 2015 |
| 7            | 7         | Ends                     | Konce             | Simon Cellan Jones | Rob Weiss                      | 2. srpna 2015     | 3. srpna 2015     |
| 8            | 8         | Gaslighting              | Manipulace        | Simon Cellan Jones | Evan Reilly                    | 9. srpna 2015     | 10. srpna 2015    |
| 9            | 9         | Head-On                  | Tváří v tvář      | Julian Farino      | Steve Sharlet                  | 16. srpna 2015    | 17. srpna 2015    |
| 10           | 10        | Flamingos                | Plameňáci         | Julian Farino      | Stephen Levinson a Evan Reilly | 23. srpna 2015    | 24. srpna 2015    |

### Druhá řada (2016)
| Č. v seriálu | Č. v řadě | Původní název          | Český název           | Režie              | Scénář                            | Premiéra v USA    | Premiéra v ČR     |
| ------------ | --------- | ---------------------- | --------------------- | ------------------ | --------------------------------- | ----------------- | ----------------- |
| 11           | 1         | Face of the Franchise  | Tvář týmu             | Julian Farino      | Evan Reilly                       | 17. července 2016 | 18. července 2016 |
| 12           | 2         | Enter the Temple       | Vstup do chrámu       | Julian Farino      | Evan Reilly                       | 24. července 2016 | 25. července 2016 |
| 13           | 3         | Elidee                 | Elidee                | Julian Farino      | Steve Sharlet                     | 31. července 2016 | 1. srpna 2016     |
| 14           | 4         | World of Hurt          | Vosí hnízdo           | Julian Farino      | Rob Weiss                         | 7. srpna 2016     | 8. srpna 2016     |
| 15           | 5         | Most Guys              | Většina chlapů        | Simon Cellan Jones | Neena Beber a Evan Reilly         | 14. srpna 2016    | 15. srpna 2016    |
| 16           | 6         | Saturdaze              | Líná sobota           | Simon Cellan Jones | Rob Weiss                         | 21. srpna 2016    | 22. srpna 2016    |
| 17           | 7         | Everybody Knows        | Vědí to všichni       | Simon Cellan Jones | Rashard Mendenhall a Zach Robbins | 28. srpna 2016    | 29. srpna 2016    |
| 18           | 8         | Laying in the Weeds    | Vyčkávání             | Simon Cellan Jones | Steve Sharlet                     | 11. září 2016     | 12. září 2016     |
| 19           | 9         | Million Bucks in a Bag | Milión dolarů v tašce | Julian Farino      | Evan Reilly a Steve Sharlet       | 18. září 2016     | 19. září 2016     |
| 20           | 10        | Game Day               | Zápas                 | Julian Farino      | Evan Reilly a Steve Sharlet       | 25. září 2016     | 26. září 2016     |

### Třetí řada (2017)
| Č. v seriálu | Č. v řadě | Původní název      | Český název   | Režie             | Scénář                      | Premiéra v USA    | Premiéra v ČR     |
| ------------ | --------- | ------------------ | ------------- | ----------------- | --------------------------- | ----------------- | ----------------- |
| 21           | 1         | Seeds of Expansion | bude oznámeno | Julian Farino     | Rob Weiss                   | 23. července 2017 | 24. července 2017 |
| 22           | 2         | Bull Rush          | bude oznámeno | David Katzenberg  | Evan Reilly                 | 30. července 2017 | 31. července 2017 |
| 23           | 3         | In the Teeth       | bude oznámeno | David Katzenberg  | Carter Harris               | 6. srpna 2017     | 7. srpna 2017     |
| 24           | 4         | Ride and Die       | bude oznámeno | David Katzenberg  | Rob Weiss                   | 13. srpna 2017    | 14. srpna 2017    |
| 25           | 5         | Make Believe       | bude oznámeno | Chloe Domont      | Evan Reilly                 | 20. srpna 2017    | 21. srpna 2017    |
| 26           | 6         | I Hate New York    | bude oznámeno | Millicent Shelton | Steve Sharlet               | 27. srpna 2017    | 28. srpna 2017    |
| 27           | 7         | Ricky-Leaks        | bude oznámeno | Rob Weiss         | Rob Weiss                   | 3. září 2017      | 4. září 2017      |
| 28           | 8         | Alley-Oops         | bude oznámeno | David Katzenberg  | Rashard Mendenhall          | 10. září 2017     | 11. září 2017     |
| 29           | 9         | Crackback          | bude oznámeno | Julian Farino     | Evan Reilly a Steve Sharlet | 17. září 2017     | 18. září 2017     |
| 30           | 10        | Yay Area           | bude oznámeno | Julian Farino     | Evan Reilly                 | 24. září 2017     | 25. září 2017     |

### Čtvrtá řada (2018)
| Č. v seriálu | Č. v řadě | Původní název                    | Český název   | Režie              | Scénář                       | Premiéra v USA | Premiéra v ČR  |
| ------------ | --------- | -------------------------------- | ------------- | ------------------ | ---------------------------- | -------------- | -------------- |
| 31           | 1         | Rough Ride                       | bude oznámeno | Julian Farino      | Stephen Levinson a Rob Weiss | 12. srpna 2018 | 13. srpna 2018 |
| 32           | 2         | Don't You Wanna Be Obama?        | bude oznámeno | Julian Farino      | Stephen Levinson a Rob Weiss | 19. srpna 2018 | 20. srpna 2018 |
| 33           | 3         | This Is Not Our World            | bude oznámeno | Julian Farino      | Stephen Levinson a Rob Weiss | 26. srpna 2018 | 27. srpna 2018 |
| 34           | 4         | Forgiving Is Living              | bude oznámeno | Rob Weiss          | Rob Weiss a Stephen Levinson | 2. září 2018   | 3. září 2018   |
| 35           | 5         | Doink                            | bude oznámeno | Rob Weiss          | Chloe Domont a Zach Robbins  | 9. září 2018   | 10. září 2018  |
| 36           | 6         | No Small Talk                    | bude oznámeno | Simon Cellan Jones | Rashard Mendenhall           | 16. září 2018  | 17. září 2018  |
| 37           | 7         | The Kids Are A'ight              | bude oznámeno | Chloe Domont       | Jason Lew                    | 23. září 2018  | 24. září 2018  |
| 38           | 8         | The Devil You Know               | bude oznámeno | Chloe Domont       | Jason Lew                    | 30. září 2018  | 1. října 2018  |
| 39           | 9         | There's No Place Like Home, Baby | bude oznámeno | Simon Cellan Jones | Stephen Levinson a Rob Weiss | 7. října 2018  | 8. října 2018  |

### Pátá řada (2019)
| Č. v seriálu | Č. v řadě | Původní název          | Český název   | Režie              | Scénář                       | Premiéra v USA                             | Premiéra v ČR  |
| ------------ | --------- | ---------------------- | ------------- | ------------------ | ---------------------------- | ------------------------------------------ | -------------- |
| 40           | 1         | Protocol Is for Losers | bude oznámeno | Chloe Domont       | Stephen Levinson a Rob Weiss | 25. srpna 2019                             | 26. srpna 2019 |
| 41           | 2         | Must Be the Shoes      | bude oznámeno | Chloe Domont       | Rob Weiss a Stephen Levinson | 30. srpna 2019 (online) 1. září 2019 (HBO) | 2. září 2019   |
| 42           | 3         | Copernicursed          | bude oznámeno | Chloe Domont       | Stephen Levinson a Rob Weiss | 15. září 2019                              | 8. září 2019   |
| 43           | 4         | Municipal              | bude oznámeno | Rob Weiss          | Rob Weiss a Stephen Levinson | 15. září 2019                              | 16. září 2019  |
| 44           | 5         | Crumbs                 | bude oznámeno | Rob Weiss          | Stephen Levinson a Rob Weiss | 22. září 2019                              | 23. září 2019  |
| 45           | 6         | Edutainment            | bude oznámeno | Simon Cellan Jones | Jason Lew                    | 29. září 2019                              | 30. září 2019  |
| 46           | 7         | Who Wants a Lollipop   | bude oznámeno | Simon Cellan Jones | Rob Weiss a Stephen Levinson | 6. října 2019                              | 7. října 2019  |
| 47           | 8         | Players Only           | bude oznámeno | Chloe Domont       | Stephen Levinson a Rob Weiss | 13. října 2019                             | 14. října 2019 |